# Radochówka
Radochówka (ukr. Радухівка) – wieś na Ukrainie w rejonie rówieńskim obwodu rówieńskiego.